# Podchojny (gromada)
Podchojny – dawna gromada, czyli najmniejsza jednostka podziału terytorialnego Polskiej Rzeczypospolitej Ludowej w latach 1954–1972.
Gromady, z gromadzkimi radami narodowymi (GRN) jako organami władzy najniższego stopnia na wsi, funkcjonowały od reformy reorganizującej administrację wiejską przeprowadzonej jesienią 1954 do momentu ich zniesienia z dniem 1 stycznia 1973, tym samym wypierając organizację gminną w latach 1954–1972.
Gromadę Podchojny z siedzibą GRN w Podchojnach utworzono – jako jedną z 8759 gromad na obszarze Polski – w powiecie jędrzejowskim w woj. kieleckim, na mocy uchwały nr 13b/54 WRN w Kielcach z dnia 29 września 1954. W skład jednostki wszedł obszar dotychczasowej gromady Lasków ze zniesionej gminy Prząsław, miejscowość Podchojny obejmująca północną część gruntów tabelowych miasta Jędrzejów oraz kolonia Ignacówka z dotychczasowej gromady Podlaszcze ze zniesionej gminy Raków w tymże powiecie. Dla gromady ustalono 20 członków gromadzkiej rady narodowej.
1 stycznia 1969 gromadę zniesiono, a jej obszar włączono do nowo utworzonej gromady Jędrzejów.